# Бабицево
Бабицево — упразднённая деревня в Александровском районе Владимирской области России.

## География
Урочище находится в северо-западной части области, в зоне хвойно-широколиственных лесов, на правом берегу реки Серой, на расстоянии примерно 8 километров (по прямой) к северо-востоку от города Александрова, административного центра района.

### Климат
Климат характеризуется как умеренно континентальный, с умеренно тёплым летом, холодной зимой, короткой весной и облачной, часто дождливой осенью. Среднегодовая температура воздуха — +3,4 °C. Годовое количество атмосферных осадков — 549 миллиметров, из которых большая часть выпадает в тёплый период.

## История
В «Списке населенных мест Владимирской губернии по сведениям 1859 года» населённый пункт упомянут как деревня Бабицево Александровского уезда, расположенная в 10 верстах от уездного города. В деревне насчитывалось 3 двора и проживало 38 человек (16 мужчин и 22 женщин).
По состоянию на 1905 год, в Бабицине имелось 8 дворов и проживало 52 человека. В административном отношении деревня входила в состав Александровской волости.
По данным 1926 года в деревне имелось 10 хозяйств и проживало 57 человек (22 мужчины и 35 женщин). Являлась частью Свинкинского сельсовета.